# Above & Beyond
Above & Beyond je trance glasbena skupina ustanovljena leta 2000 s člani Jonathan »Jono« Grant, Tony McGuinness, in Paavo Siljamäki. Skupina je znana po svojem uplifting trance stilu in pogosti rabi vokalov v pesmih. Tedensko ustvarjajo radijsko oddajo imenovano Group Therapy. So ustanovitelji glasbenih založb Anjunabeats in Anjunadeep. 31. decembra 2007 so nastopali na zabavi na plaži Barra, v Riu de Janeiru, pred (po neuradnih podatkih) milijonom ljudi.

## Začetki
Jono Grant in Paavo Siljamäki sta se srečala na Univerzi v Westminstru in poleti leta 1999 ustanovila založbo Anjunabeats, na kateri sta izdala svojo prvo skladbo Volume One, ki je takoj pritegnila pozornost, saj so jo podprli Pete Tong, Paul Oakenfold, Judge Jules in Paul van Dyk. Above & Beyond pa so nastali, ko je leta 2000 producent Tony McGuinness prosil za pomoč Granta in Siljamäkija pri remiksiranju Chakrine skladbe Home.
Inspiracijo za ime Above & Beyond so dobili po imenu internetne strani nekega ameriškega motivacijskega trenerja, ki mu je po naključju bilo ime Jono Grant. Jono je imel plakat tega trenerja na svoji steni in ko so iskali ime za skupino jih je to ime pritegnilo.

## Diskografija

### Album
- Tri-State (2006)
- Sirens of the Sea (2008)
- Group Therapy (Above & Beyond) (2011)
- Acoustic (Above & Beyond) (2014)
- We Are All We Need (2015)
- Acoustic II (2016)
- Common Ground (2018)

### Singli
- 2003 »Far from in Love« (s Kate Cameron)
- 2004 »No One on Earth« (z Zoë Johnston)
- 2005 »Air for Life« (Above & Beyond in Andy Moor)
- 2006 »Alone Tonight« (z Richardom Bedfordom)
- 2006 »Can't Sleep« (z Ashley Tomberlin)
- 2007 »Good For Me« (z Zoë Johnston)
- 2007 »Home« (s Hannah Thomas)
- 2012 »Alchemy« (s Zoë Johnston)